# Попов Михайло Григорович
Михайло Григорович Попов (5 квітня (18 квітня) 1893, Вольськ, тепер Саратовська область — 18 грудня 1955, Санкт-Петербург) — російський і український ботанік.

## Біографія
Навчався у трьох університетах: Саратовський університет (1911), Казанський університет (1913), Петроградський університет (1917).
1933 року заарештований зі звинуваченням в антирадянській діяльності, проте скоро звільнений без права проживання і Москві й Ленінграді. У 1930-х—1940-х роках проживав у Середній Азії. Протягом 1940-1944 років був професором університету у Самарканді, а згодом працював в Україні, у т.ч. у 1944—1945 рр. — професор Київського, а в 1945—1948 рр. — професор Львівського державного університету. 1945 року обраний член-кореспондентом Академії наук УРСР.
Досліджував історичну фітогеографію Середньої Азії, Казахстану, Карпат, Сибіру. Займався генезисом флор середземноморського типу, походженням тайги. Визнаний фахівець у галузі флорогенезу, також досліджував роль гібридизації в еволюції рослин.
М. Г. Попов описав понад 300 нових видів та кілька нових родів рослин.

## Визнання
Лауреат премії імені В. Л. Комарова (1960).
На честь дослідника названо понад 50 видів рослин та два роди:
- Popoviocodonia Fed. (Campanulaceae)
- Popoviolimon Lincz. (Plumbaginaceae)

## Важливіші друковані праці
- Попов М. Г. Основные черты истории развития флоры Средней Азии // Бюллетень Средне-Азиатского государственного университета. — 1927. — № 15. — С. 239–292.
- Попов М. Г. Географо-морфологический метод систематики и гибридизационные процессы в природе // Труды по прикладной ботанике, генетике и селекции. — 1927. — Т. 17, вып. 1. — С. 221–290.
- Попов М. Г. Род Cicer и его виды (опыт морфологической и географической монографии) // Труды по прикладной ботанике, генетике и селекции. — 1929. — Т. 21, вып. 1. — С. 1—240.
- Попов М. Г. Между Монголией и Ираном (основные ботанико-географические черты Синь-цзяня — самой западной провинции Китая, по данным собственных исследований 1929 года и сводки литературных сведений по этой стране) // Труды по прикладной ботанике, генетике и селекции. — 1931. — Т. 26, вып. 3. — С. 45—84.
- Попов М. Г. Растительный покров Казахстана. — М.-Л.: Издательство АН СССР, 1940.
- Попов М. Г. Флора Средней Сибири. — Т. 1. — М.— Л.: Издательство АН СССР, 1957.
- Попов М. Г. Избранные сочинения. — Ашхабад: Издательство АН Туркменской ССР, 1958.
- Попов М. Г. Основы флорогенетики. — М.: Издательство АН СССР, 1963.
- Попов М. Г. Растительный мир Сахалина. — М.: Наука, 1969.
- Попов М. Г. Особенности флоры Дальнего Востока сравнительно с европейской. — Ташкент: Фан, 1977.
- Попов М. Г. Филогения, флорогенетика, флорография, систематика. Избранные труды. — Киев: Наукова думка, 1983.